# Rio Colmegnino
Il Rio Colmegnino (o Rio di Colmegna) è un torrente situato in Lombardia, in Italia. Lungo 6 km, nasce a Regordallo (località di Due Cossani, comune di Dumenza) dal monte Colmegnino e si getta nel Lago Maggiore a livello di Colmegna, frazione di Luino.